# Хиндиктиг-Холь
Хиндиктиг-Холь (устар. Кындыкты-Куль) (с тувинского «озеро с пупом») — озеро на юго-западной окраине Тувы на территории Монгун-Тайгинского кожууна на границе с республикой Алтай. Расположено юго-восточнее озера Джулукуль у подножья горного массива Монгун-Тайга с востока и отрогов Шапшальского хребта с запада и севера. Площадь поверхности — 66 км². Высота над уровнем моря — 2305 м.
Озеро расположено в небольшой котловине. В центре озера наблюдается два острова, образованных выходами коренных пород. Высота самого крупного 2458 метров.
Хиндиктиг-Холь имеет характерное моренно-подпрудное происхождение. Юго-западная часть подпружена мореной древнего ледника. На берегу озера заметны два более высоких уровня стояния озерных вод в прошлом: 80 и 20 м над современным уровнем озера.
Питание озера смешанное. В основном ледниковое. Из озера вытекает река Моген-Бурен, относящаяся к бассейну котловины Больших озёр и впадающая в монгольское озеро Ачит-Нуур. Дно каменистое, берега пологие, песчаные. Всего островов — два. На них водится алтайский сурок (по-монгольски хара тарбага или чёрный сурок) и растут лечебные травы. В озере много крупной рыбы. Работает местная рыболовецкая бригада.
В озере изобилует хариус.